# Willy Kanis
Pour les articles homonymes, voir Kanis (homonymie).
Willy Kanis, née le 27 juillet 1984 à Kampen, est une coureuse cycliste et bobeuse néerlandaise. En cyclisme, elle court sur piste et en BMX. Lors de la saison 2012-2013, elle participe à la Coupe du monde de bobsleigh.

## Biographie

### Carrière cycliste
Willy Kanis a commencé à faire du BMX pour suivre son frère Arno, très actif dans ce sport et double champion des Pays-Bas en 2004 et 2005. Elle est double championne du monde de BMX en 2004 et 2005 et décroche trois titres nationaux. La Fédération néerlandaise de cyclisme l'a convaincue d'utiliser également son talent sur la piste. Elle raconte : « L'été je fais du BMX, l'hiver de la piste ».
Elle devient multiple championne des Pays-Bas dans les disciplines du sprint sur piste et avec Yvonne Hijgenaar, elle monte sur le podium de plusieurs manches de Coupe du monde en vitesse par équipes. Aux mondiaux sur piste 2007, le duo est médaillé d'argent de la vitesse par équipes. Deux ans plus tard, aux mondiaux de Pruszków, Willy Kanis est vice-championne du monde de vitesse et médaillée de bronze du keirin. 
Elle participe aux Jeux olympiques à deux reprises - en 2008 et 2012. Son meilleur classement est quatrième de la vitesse aux Jeux de 2008. Aux Jeux de Londres, elle et Hijgenaar établissent un nouveau record néerlandais de la vitesse par équipes (33,090 secondes) et le duo se classe cinquième de l'épreuve. Après les Jeux olympiques de 2012, elle met un terme à sa carrière cycliste.

### Passage au bobsleigh et fin de carrière
Pour la  saison d'hiver 2012-2013, Kanis commence à s'entraîner sur le bob à deux, avec Esmé Kamphuis. Pour leur début en compétition, le duo termine quatrième de Coupe du monde à Whistler. L'objectif de Willy Kanis est de participer aux Jeux olympiques d'hiver de 2014 à Sotchi, mais elle ne réussit pas à se qualifier. Elle a alors décidé de mettre un terme à sa carrière sportive.

### Vie privée
Après la fin de sa carrière cycliste, Kanis travaille comme physiothérapeute pour l'équipe nationale sur piste néerlandaise. Elle est en couple avec l'ancien coureur allemand René Wolff, qui devenu entraîneur national après sa carrière. Le couple a un fils depuis 2014.

## Palmarès sur piste

### Jeux olympiques
- Pékin 2008
  - 4e de la vitesse individuelle
- Londres 2012
  - 5e de la vitesse par équipes (avec Yvonne Hijgenaar)
  - 9e de la vitesse individuelle
  - 12e du keirin

### Championnats du monde
- Palma de Majorque 2007
  -  Médaillée d'argent de la vitesse par équipes
- Pruszkow 2009
  -  Médaillée d'argent de la vitesse
  -  Médaillée de bronze du keirin
  - 5e de la vitesse par équipes
  - 5e du 500 m
- Apeldoorn 2011
  - 4e du 500 mètres
  - 7e de la vitesse par équipes
- Melbourne 2012
  - 7e de la vitesse par équipes
  - 7e du 500 mètres
  - 13e du keirin

### Coupe du monde
- 2004
  - 3e de la vitesse par équipes à Moscou
- 2006-2007
  - 1re de la vitesse par équipes à Moscou (avec Yvonne Hijgenaar)
  - 1re de la vitesse par équipes à Los Angeles (avec Yvonne Hijgenaar)
  - 1re de la vitesse par équipes à Manchester (avec Yvonne Hijgenaar)
  - 2e du 500 mètres à Los Angeles
- 2007-2008
  - Classement général du keirin
  - 1re du keirin à Pékin
  - 1re du keirin à Copenhague
  - 2e du keirin à Los Angeles
  - Classement général de la vitesse
  - 1re de la vitesse à Sydney
  - 1re de la vitesse à Copenhague
  - 3e de la vitesse à Los Angeles
  - 1re de la vitesse par équipes à Sydney (avec Yvonne Hijgenaar)
  - 1re de la vitesse par équipes à Pékin (avec Yvonne Hijgenaar)
  - 1re de la vitesse par équipes à Los Angeles (avec Yvonne Hijgenaar)
  - 2e de la vitesse par équipes à Copenhague
  - 2e du 500 mètres à Los Angeles
  - 3e du 500 mètres à Sydney
- 2008-2009
  - Classement général du keirin
  - 1re de la vitesse par équipes à Melbourne (avec Yvonne Hijgenaar)
  - 1re de la vitesse par équipes à Pékin (avec Yvonne Hijgenaar)
  - 1re du keirin à Melbourne
  - 1re du 500 mètres à Melbourne
  - 3e de la vitesse à Pékin
  - 3e du keirin à Pékin
  - 3e du 500 mètres à Copenhague
- 2009-2010 
  - 1re du 500 mètres à Pékin
  - 1re de la vitesse par équipes à Cali (avec Yvonne Hijgenaar)
  - 2e de la vitesse par équipes à Manchester
  - 2e de la vitesse par équipes à Melbourne
  - 2e de la vitesse par équipes à Pékin
  - 2e de la vitesse à Cali
  - 2e du 500 mètres à Cali
  - 3e du 500 mètres à Manchester
  - 3e de la vitesse à Melbourne
- 2010-2011 
  - 2e de la vitesse par équipes à Pékin

### Championnats nationaux
- Championne des Pays-Bas du 500 mètres : 2006, 2008, 2009, 2010, 2011
- Championne des Pays-Bas de vitesse : 2006, 2007, 2008, 2009 et 2010
- Championne des Pays-Bas du keirin : 2006, 2007, 2008, 2009, 2010, 2011

## Palmarès en BMX

### Championnats du monde
- 2005
  -  Championne du monde de BMX
- 2006
  -  Championne du monde de BMX

### Championnats des Pays-Bas
- 2004
  -  Championne des Pays-Bas de BMX
- 2005
  -  Championne des Pays-Bas de BMX
- 2007
  -  Championne des Pays-Bas de BMX